# Desetinná značka

Desetinné oddělovače ve světě:
desetinná tečka
desetinná čárka
arabská notace
nedostupná data

Desetinná značka je znak, který odděluje v desítkovém zápisu čísla celočíselnou část a zlomek (ve významu necelé části), jinak řečeno odděluje pozice čísel se zápornými mocninami základu 10. V různých zemích se pro oddělovač desetinné části používají různé znaky, přičemž jejich volba následně ovlivňuje i znak pro oddělení tisíců. Desetinná čárka (anglicky decimal comma) je předepsána pro normy a dokumenty ISO a IEC a užívá se běžně ve většině evropských neanglofonních zemí (například {\displaystyle \pi =3,\!14\dots }). Desetinná tečka (anglicky decimal point) se používá převážně v anglofonních zemích (např. {\displaystyle \pi =3.14\dots }) a také ve většině programovacích jazyků.
Desetinná tečka se vyskytuje od 15. století. Autorem dalšího ojedinělého dochovaného výskytu je Christopher Clavius.

## Charakteristika
- Zápis necelé části reálného čísla může být obecně nekonečně dlouhý a neperiodický. Zápis racionálního čísla je vždy periodický a lze ho vždy zapsat konečným počtem číslic užitím předčíslí a občíslí.
- Konečným desetinným zápisem lze s dostatečnou přesností zapsat každé reálné číslo, například {\displaystyle \pi }, zápisem hodnotově nejvýznamnějších číslic, tedy na nejvyšších řádech. Celková přesnost pak je dána počtem zapsaných platných číslic. Vynechané číslice se vyznačí třemi tečkami, tedy např. přesná hodnota {\displaystyle \pi =3,\!14\dots }, přibližná hodnota {\displaystyle \pi \approx 3,\!14}.
- Pro lepší přehlednost je možné v zápisu čísla oddělovat mezerou každou trojici číslic napravo i nalevo od desetinné značky,[4] např. 1 234,567 8

Zobecněním na další poziční číselné soustavy je řádová čárka (nesprávně často nazývaná „desetinnou“). Speciální názvy v jednotlivých soustavách mimo desítkovou nejsou příliš často používané s výjimkou binární čárky ve dvojkové soustavě.
Na počítačích jsou pravidla pro desetinnou značku obvykle implementována v systémovém nebo aplikačním softwaru; změna desetinné značky se projeví při přepnutí tzv. locale.